# 鵜島站

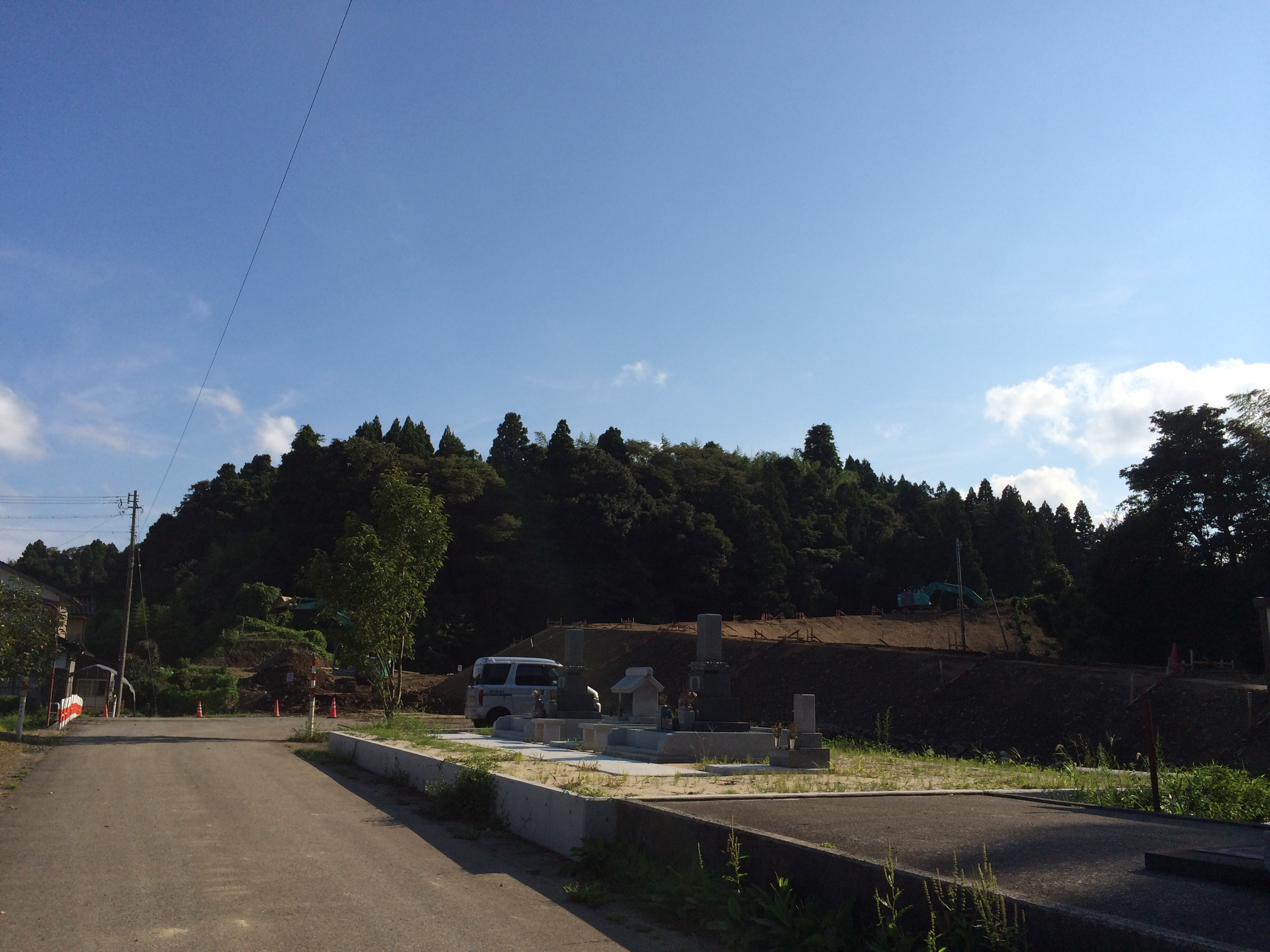
由於進行道路工程，因此需要把車站撒走
(2014年9月)

鵜島站（日语：／ Ushima eki */?）是位於石川縣珠洲市寶立町鵜島，能登鐵道的能登線車站（廢站）。

## 歷史
- 1964年（昭和39年）9月21日 - 日本國有鐵道（國鐵）能登線松波至蛸島之間開通[1][2][3][4]，車站啟用。
- 1987年（昭和62年）4月1日 - 伴隨國鐵分割民營化，車站由西日本旅客鐵道（JR西日本）營運。
- 1988年（昭和63年）3月25日 - 能登線由能登鐵道繼承[2][3][4]。
- 2005年（平成17年）4月1日 - 能登線廢除，此站也被廢除[2][3]。

## 車站構造
截至車站廢除前，車站是一座地面車站，設有1面1線的單式月台。此站沒有車站大樓，月台上設有候車室。月台在路堤上，月台上設有樓梯連接出口。此站是無人車站。

## 車站周邊
- 鵜島郵局

## 現況
隨著需要建設國道249號繞道，廢站遺址所有設施均需要被撤走。

## 相鄰車站
能登鐵道
能登線
戀路－鵜島－南黑丸

## 注腳
1. ↑  . 交通新聞 (交通新聞社). 1993-03-23: 8 （日语）.
2. 1 2 3   (PDF). 能登町広報情報推進課. 2017-04-01  [2021-02-23] （日语）.
3. 1 2 3  寺田裕一（日语：寺田裕一）. . Neko出版. 2010-12-29: 9. ISBN 978-47770-1091-2 （日语）.
4. 1 2  . 中日新聞Web. 2020-12-05  [2021-02-23]. （原始内容存档于2022-02-17） （日语）.

## 外部連結
- 鵜島站周邊地圖（Mapion） （页面存档备份，存于）（日語）